# Пйонки
Пйо́нкі (пол. Pionki, до 1932 Заго́жджон пол. Zagożdżon) — місто в центрально-східній Польщі.
Належить до Радомського повіту Мазовецького воєводства.

## Демографія
Демографічна структура станом на 31 березня 2011 року:
|          | Загалом | Допрацездатний вік | Працездатний вік | Постпрацездатний вік |
| -------- | ------- | ------------------ | ---------------- | -------------------- |
| Чоловіки | 9547    | 1659               | 6917             | 971                  |
| Жінки    | 10293   | 1555               | 6413             | 2325                 |
| Разом    | 19840   | 3214               | 13330            | 3296                 |